# Bohemia (Schiff, 1841)
Der Raddampfer Bohemia wurde 1841 in der Schiffswerft Karolinenthal in Prag gebaut.

## Die Zeit bis 1851
Im August 1840 begann der Bau des hölzernen Schiffes in der Werft von John Andrews in der Prager Vorstadt Karolinenthal. Gebaut wurde es im Auftrag der eigens von John Andrews dazu gegründeten K. K. priv. Elbe-Dampfschiffahrt. Die Leitung des Baus hatte Joseph John Ruston unter der Mitwirkung des K. K. Schiffsmeisters Adalbert Lanna. Sowohl die Dampfmaschine als auch der Dampfkessel wurden von der Firma John Penn and Sons geliefert. Der für Ende Februar 1841 geplante Stapellauf wurde mehrfach verschoben und fand am 1. Mai 1841 statt. Hierbei kam es zu einem Unfall. Ein Arbeiter wurde zwischen den Gleitschienen liegend vom Schiff „überrollt“. Er hatte Glück und kam mit leichten Verletzungen davon. Nach einigen Probefahrten fuhr das Schiff am 23. Mai 1841 nach dem an der Elbe gelegenen Obříství südlich von Mělník. Am 26. Mai 1841 war hier um 7 Uhr die Abfahrt nach Dresden, das um 21:30 Uhr erreicht wurde. Die Rückfahrt fand wegen des niedrigen Wasserstandes der Elbe erst am 9. Juni 1841 statt. Ab diesem Zeitpunkt fuhr das Schiff zwischen Mai und November zwei Mal in der Woche die Strecke Obříství – Dresden und zurück. Da die Moldau noch nicht schiffbar war, war Obříství der Endpunkt. Von hier wurden die Passagiere mit Kutschen nach Prag gefahren.
Die Bohemia erreichte eine Geschwindigkeit von 4,9 Knoten flussaufwärts und 11,3 Knoten flussabwärts.
Ab dem Sommer 1845 bis Ende 1848 organisierte das Tochterunternehmen K. K. priv. Dampfschiffahrt die Fahrten der Bohemia von Dresden nach Prag. Sitz des Unternehmens war Dresden.

## Die Zeit nach dem Verkauf
John Ruston, der nach dem Tod von John Andrews die Schifffahrtsgesellschaft übernommen hatte, sah in der am 6. April 1851 eröffneten Eisenbahn Dresden–Prag eine Konkurrenz und für die Personenschifffahrt auf der Elbe keine Zukunft mehr. Aus diesem Grund verkaufte er am 3. Februar 1851 neben der Bohemia auch die anderen beiden Schiffe Constitution und Germania inklusive der Schifffahrtskonzession für 25.000 Taler an die Vereinigte Sächsisch-Böhmische Dampfschiffahrt.
1853 kam es zum Bruch der Mittelwelle der Bohemia. Als Ersatz wurde ein aus Essen von Krupp geliefertes Wellenstück eingebaut.
Im Jahr 1856 wurde das hölzerne Schiff abgewrackt.

## Die Dampfmaschine
Die Maschine war eine oszillierende Niederdruck-Zweizylinder-Zwillings-Dampfmaschine mit Einspritzkondensation mit einer Leistung von 90 PS. Gebaut wurde sie, wie auch der Drei-Flammrohr-Kofferkessel, von der englischen Maschinenbauanstalt John Penn and Sons. Der Verbleib der Maschine ist unbekannt. Wahrscheinlich wurde sie als Ersatzteilspender verwendet. Das heute in der Dampfmaschine der Diesbar eingebaute mittlere Wellenstück mit der Inschrift Krupp bei Essen, Gußstahl, 10 Jahre Garantie, 1853, führt man auf die Maschine der Bohemia zurück.

## Kapitäne des Schiffes
- Anton Stolz 1855
- C. Hering 1856–1857
- Ignaz Hora 1858
- M. Müller 1859–1861

## Hinweis
Das Datum der Außerdienststellung ist unklar. In den Jahren 1857–1862 wird in den Mannschaftslisten ein Schiff Bohemia geführt. Die Bohemia II wurde aber erst 1863 in Dienst gestellt. Hier besteht noch Forschungsbedarf.